# Theophil Rothenberg
Theophil Rothenberg (* 13. Juni 1912 in Gräfrath; † 29. September 2004 in Berlin) war ein deutscher evangelischer Kirchenmusiker und Herausgeber.

## Leben und Wirken

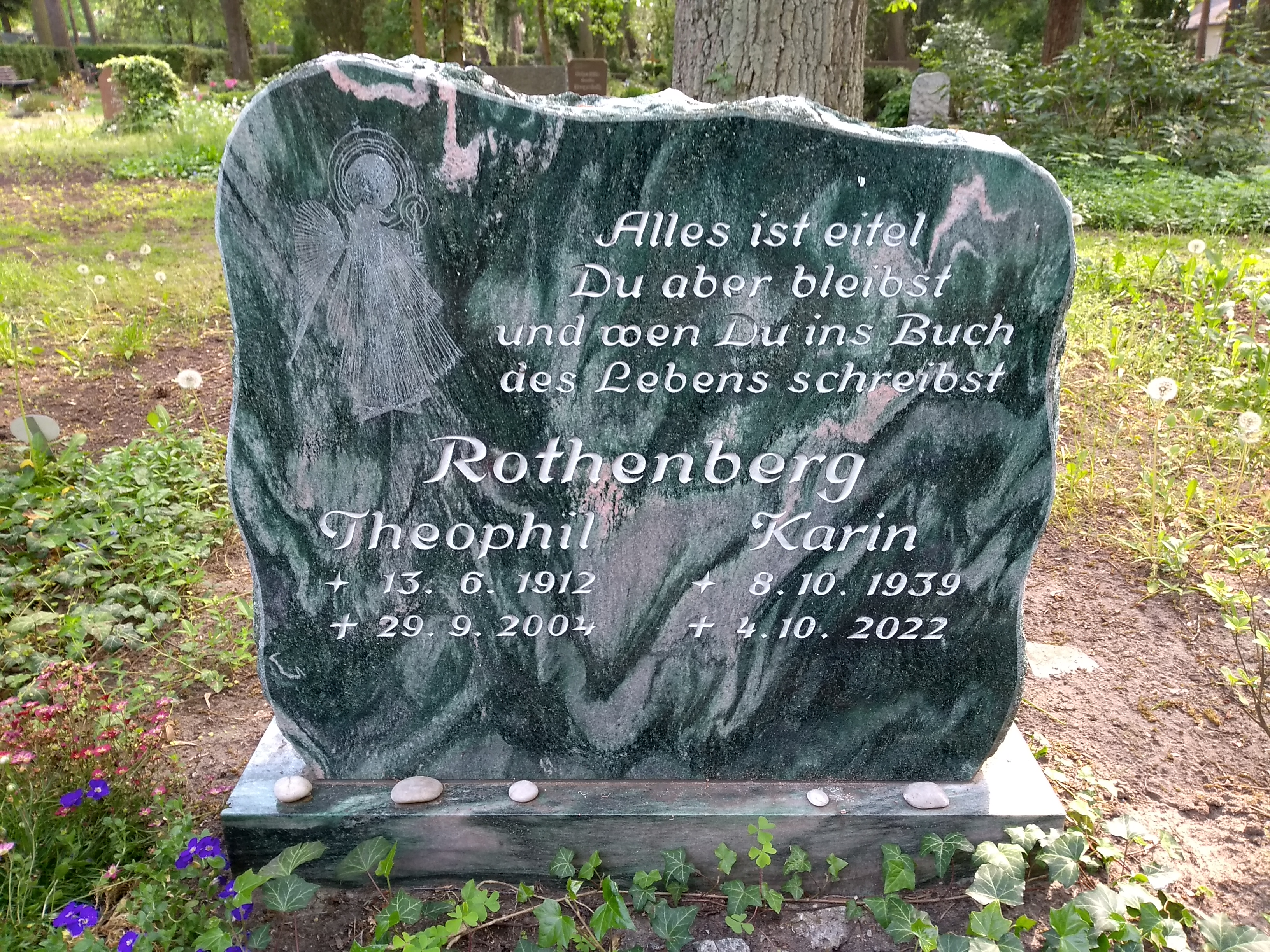
Grab auf dem Waldkirchhof Berlin-Mahlsdorf

Theophil Rothenberg  wuchs in einem singfreudigen Elternhaus auf, das durch die Singbewegung geprägt war (Walther Hensel, Fritz Jöde, Richard Gölz). Er war ein Bruder von Samuel Rothenberg.
Rothenberg studierte von 1931 bis 1936 an der Kirchenmusikschule Berlin-Spandau. Ab 1936 war er Kantor, zunächst in Berlin-Köpenick, anschließend bis 1994 in Berlin-Mahlsdorf. Er gehörte der Bekennenden Kirche an. Von 1952 bis 1964 war er Landessingewart von Berlin. Von 1952 bis 1991 war er Lektor für Musik in der Evangelischen Verlagsanstalt Berlin. Außerdem war er Dozent an der Predigerschule Paulinum in Berlin. Mit dem Chor des Paulinum ging er regelmäßig auf Konzertreisen in Kirchengemeinden der DDR.
Mit seinen Bearbeitungen und Veröffentlichungen hatte Rothenberg Anteil an der Bekanntheit von Spirituals im deutschen Sprachraum, zum Beispiel mit „Go, tell it on the mountain“.
Sein Grab befindet sich auf dem Waldkirchhof Mahlsdorf.

## Kompositionen, Liedbearbeitungen
- Hört der Engel helle Lieder (dreistimmiger Satz) EG 54.
- Alles ist eitel, du aber bleibst, Kanon für drei Stimmen auf einen Text von Gerhard Fritzsche, 1942, Gemeinschaftsliederbuch 714, Die Mundorgel 37
- Die Schnecke hat ihr Haus, Text zum Kinderlied.
- Du bist der Weg, auf dem wir schreiten, Katholisches Kirchengesangbuch 207 (Schweiz), Reformiertes Gesangbuch.
- Alles, was Odem hat, Katholisches Kirchengesangbuch 581 (Schweiz).

## Publikationen (Auswahl)
- Lobt den Herrn, ihr jugendlichen Chöre. Kanonsammlung. 1956.
- Das junge Chorlied. Merseburger, Berlin 1961 (in Zusammenarbeit mit seinem Bruder Samuel); 6. Auflage 1981.
- Gott liebt diese Welt. Neue Lieder, Band I–V, 1967–1982 (bis zu 7 Auflagen).
- Komm, wir gehen nach Bethlehem. (283) Lieder zur Weihnacht, 1983, Neuauflage unter dem Titel Das große Buch der Weihnachtslieder. 1997, ISBN 978-3-7751-2873-5.

## Weblink
- Literatur von und über Theophil Rothenberg im Katalog der Deutschen Nationalbibliothek

| Personendaten    | Personendaten                                          |
| ---------------- | ------------------------------------------------------ |
| NAME             | Rothenberg, Theophil                                   |
| KURZBESCHREIBUNG | deutscher evangelischer Kirchenmusiker und Herausgeber |
| GEBURTSDATUM     | 13. Juni 1912                                          |
| GEBURTSORT       | Gräfrath                                               |
| STERBEDATUM      | 29. September 2004                                     |
| STERBEORT        | Berlin                                                 |